# Spanish Town
Spanish Town ist eine Großstadt im Südosten Jamaikas. Sie befindet sich im County Middlesex und ist die Hauptstadt des Parish Saint Catherine. 2010 betrug die Einwohnerzahl 162.359 Menschen. Die ehemalige Hauptstadt von Jamaika ist etwa 15 Kilometer westlich der jetzigen Hauptstadt Kingston gelegen.

## Geschichte
Die Stadt wurde als spanische Siedlung 1534 von Francisco de Garay als Villa de la Vega gegründet und die Bevölkerung der ersten Hauptstadt, Sevilla la Nueva hierhin umgesiedelt. Bei der Gründung waren auch 50 jüdische, auf Grund der Spanischen Inquisition als „Portugiesen“ getarnte Familien beteiligt. 1535 wurde die Stadt in Santiago de la Vega umbenannt und zur Hauptstadt Jamaikas. 1655 eroberten   englische Soldaten die Stadt, die in Spanish Town umbenannt wurde. 1872 wurde sie als Hauptstadt Jamaikas von Kingston abgelöst.

## Sehenswürdigkeiten
Sehenswerte Bauwerke aus der Kolonialzeit sind unter anderem das Old House of Assembly, die frühere Residenz des Gouverneurs (King’s House, erbaut 1759 bis 1764) und die älteste anglikanische Kirche Jamaikas Saint Catherine’s Cathedral von 1714.

## Einwohnerentwicklung
Die folgende Übersicht zeigt die Einwohnerzahlen nach dem jeweiligen Gebietsstand seit der Volkszählung 1970.
| Jahr | Einwohner |
| ---- | --------- |
| 1970 | 39.204    |
| 1984 | 89.097    |
| 1991 | 114.175   |
| 2001 | 131.515   |
| 2011 | 147.152   |

## Behörden
In den Old Imperial Barracks wurde das erste Ausbildungszentrum der Jamaica Constabulary Force (JCF) eingerichtet.

## Wirtschaft
Die Umgegend der Stadt ist landwirtschaftlich geprägt und produziert hauptsächlich Zuckerrohr, Zitrusfrüchte, Kaffee, Bananen und Kakao. Diese werden in Spanish Town zu Rum, Zucker und Obst-Konserven weiterverarbeitet, zudem existiert keramische und Textilindustrie.
Die Bahnstrecke Kingston - Montego Bay stellte Verbindungen nach Montego Bay, May Pen und Kingston her; sie wurde jedoch 1992 außer Betrieb gestellt.

## Persönlichkeiten
In Spanish Town geborene Personen:
- Michael Henry (* 1935), Politiker, Verkehrs- und Bauminister
- Grace Jones (* 1948), Sängerin und Schauspielerin
- Aston Moore (* 1956), britischer Leichtathlet
- Precious Wilson (* 1957), Popsängerin
- Diana King (* 1970), Sängerin
- Andrew Holness (* 1972), Politiker
- Korene Hinds (* 1976), Hindernisläuferin
- Ricardo Lynch (* 1984), Bahnradsportler
- Carline Muir (* 1987), kanadische Sprinterin
- Emre Zafer Barnes (* 1988), türkischer Sprinter
- Stafanie Taylor (* 1991), Cricketspielerin
- Jamar McNaughton Jr, bekannt als Chronixx (* 1992),  Reggaesänger
- Michael Seaton (* 1996), Fußballspieler
- Jaheel Hyde (* 1997), Leichtathlet
- Khadija Shaw (* 1997), Fußballspielerin
- Christopher Taylor (* 1999), Sprinter
- Lamar Walker (* 1999 oder 2000), Fußballspieler

Personen mit Bezug zu Spanish Town:
- Der Pirat Calico Jack Rackham (1682–1720) wurde hier am 16. November 1720 vor Gericht gestellt, für schuldig befunden und am folgenden Tag gehängt.
- Der Leichtathlet Yohan Blake (* 1989) besuchte die St. Jago High School in Spanish Town.